# مجلس الأدوية الخطرة
مجلس المخدرات الخطرة (بالفلبينية: Lupon sa Mapanganib na Droga‏)، اختصار DDB) هي وكالة حكومية مكلفة بوضع سياسات في التعامل مع المخدرات غير المشروعة في الفلبين.

## التاريخ
عندما تمت الموافقة على قانون الجمهورية رقم 6425، المعروف أيضًا بقانون المخدرات الخطرة لعام 1972 في 30 مارس 1972، كان هناك عشرون ألف متعاطي للمخدرات وكانت الماريجوانا هي الأكثر شيوعًا بين المخدرات غير القانونية في البلاد. أُسس المجلس في 14 نوفمبر 1972 تحت إشراف مكتب الرئيس بعد إعلان الرئيس فرديناند ماركوس للأحكام العرفية في البلاد.
وقد كُلف المجلس بأن يكون الوكالة المسؤولة عن تحديد السياسات والتنسيق، وكذلك مركز تبادل المعلومات الوطني بشأن كل ما يتعلق بتطبيق القانون ومراقبة المخدرات الخطرة؛ وعلاج وإعادة تأهيل متعاطي المخدرات؛ والوقاية من تعاطي المخدرات والتدريب والتوعية؛ والبحوث والإحصاءات المتعلقة بمشكلة المخدرات وتدريب العاملين في هذه المجالات.

## التكوين
في البداية، شكلت سبع وكالات وطنية جزءًا من مجلس المخدرات الخطرة في البلاد. وتشمل هذه الوكالات وزارة الصحة ووزارة الخدمة الاجتماعية والتنمية (المعروفة الآن بوزارة الرعاية الاجتماعية والتنمية) ووزارة التعليم والثقافة والرياضة (المعروفة الآن بوزارة التعليم) ووزارة العدل ووزارة الدفاع الوطني ووزارة المالية ومكتب التحقيقات الوطني.
وقد وسعت عضوية المجلس لاحقًا بموجب قانون الجمهورية رقم 9165 وضمت إليه وزارة الداخلية والحكم المحلي ووزارة العمل والتوظيف ووزارة الشؤون الخارجية ولجنة التعليم العالي واللجنة الوطنية للشباب بالإضافة إلى وكالة مكافحة المخدرات الفلبينية التي أنشئت وقتها.

### رؤساء
| #  | الشخص                    | الفترة      | الفترة      |
| #  | الشخص                    | من          | إلى         |
| -- | ------------------------ | ----------- | ----------- |
| 1  | Clemente Gatmaitan       | 1972        | 1979        |
| 2  | Enrique Manjarres Garcia | 1979        | 1981        |
| 3  | Jesus Azurin             | 1981        | 1986        |
| 4  | Alfredo Bengzon          | 1986        | 1992        |
| 5  | Antonio Periquet         | 1992        | 1992        |
| 6  | Juan Flavier             | 1992        | 1995        |
| 7  | Jaime Galvez-Tan         | 1995        | 1995        |
| 8  | Hilarion Ramiro          | 1995        | 1996        |
| 9  | Carmencita Reodica       | 1996        | 1996        |
| 10 | Teofisto Guingona        | 1996        | 1998 يناير  |
| 11 | Silvestre Bello III      | 1998 فبراير | 1998 يونيو  |
| 12 | Serafin R. Cuevas        | 1998 يوليو  | 2000 فبراير |
| 13 | Artemio Tuquero          | 2000 فبراير | 2001 يناير  |
| 14 | Hernando Perez           | 2001 يناير  | 2003 يناير  |
| 15 | Joey Lina                | 2002 يوليو  | 2004 يوليو  |
| 16 | Angelo Reyes             | 2004 سبتمبر | 2006 أبريل  |
| 17 | Anselmo Avenido Jr.      | 2006 سبتمبر | 2008 يونيو  |
| 18 | Vicente Sotto III        | 2008 يونيو  | 2009 نوفمبر |
| 19 | Antonio Villar Jr.       | 2010 يناير  | 2016 يناير  |
| 20 | Felipe Rojas Jr.         | 2016 مارس   | 2016 أغسطس  |
| 21 | Benjamin Reyes           | 2016 أغسطس  | 2017 يوليو  |
| 22 | Dionisio Santiago        | 2017 يوليو  | 2017 نوفمبر |
| 23 | Catalino Cuy             | 2018 يناير  | الآن        |